# カウィール

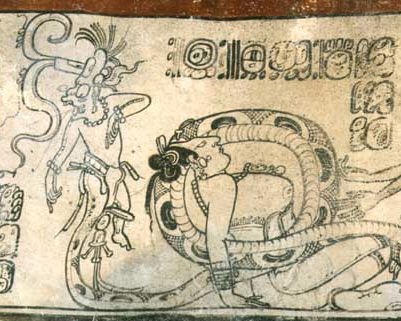
土器に描かれたカウィール（左）

カウィール（Kʼawiil、Kauil）は、古代マヤの神。稲妻の神であり、また王家の守護神でもあった。
1904年にパウル・シェルハスはマヤ絵文書に現れる神々の画像を分類してアルファベット1文字で識別したが、そのうちの「神K」が古代にはカウィールと呼ばれたことがわかっている。カウィールの名は植民地時代初期のユカタン半島の文書にも記されている。
マヤ文字では数字の9（ボロン）が接頭字としてつくことがあり、おそらくディエゴ・デ・ランダの『ユカタン事物記』（第35章）にも見える「ボロン・ツァカブ」(Bolon Tz'akab)と同一である。
図像的にカウィールは長い鼻、鱗のある腹、蛇の脚を特徴とする。また目が大きく、額に鏡の図柄があり、そこから煙を出す管、または斧の刃が突きだしている。
パワフトゥン（バカブ）、チャクと同様に、カウィールも4人に分かれると考えられ、4つの方位を司った。
カウィールはマヤの王族の主神であり、古代マヤの支配者の名前にも「カウィール」がつくものが多い（ティカルのシヤフ・チャン・カウィール2世、イキン・チャン・カウィールなど）。
暦の期間終了の儀式において、支配者の手にはカウィールの形をした人体型の王笏が握られる。多くの都市の図像において、カウィールを表す王笏を手に持つ王が見られる。